# Robert F. Dorr
Robert F. Dorr (11 septembre 1939 – 12 juin 2016) est un pilote militaire, diplomate, écrivain et historien américain. Il a publié plus de 70 livres et des centaines d'articles sur les affaires internationales, des dossiers militaires et la guerre du Vietnam.

## Biographie
Robert F. Dorr naît le 11 septembre 1939.
À l'âge de 14 ans, il écrit régulièrement à Boeing, demandant des photos de bonne qualité des avions que la société fabrique. Son insistance lui vaut une enquête du FBI, qui le qualifie de « garçon américain loyal ». 
Dans les années 1950, il sert comme pilote dans l'armée américaine pendant quatre ans.
De 1964 à 1989, Robert F. Dorr est un employé du département d'État des États-Unis (State Departement), servant surtout d'attaché militaire ; il travaille en Corée du Sud, à Madagascar, au Japon, en Suède, à Londres et au Liberia. Lorsqu'il prend sa retraite, il commence une carrière d'écrivain, portant surtout son attention sur l'histoire militaire américaine du XXe siècle.
Il meurt le 12 juin 2016.

## Œuvres
(liste incomplète)
- Air War Hanoi, 1988.  (ISBN 0-7137-1783-1)
- McDonnell Douglas F-4 Phantom II, 1988.  (ISBN 0-85045-587-1)
- Air War: South Vietnam, 1991.  (ISBN 1-85409-001-1)
- Desert Shield: the build-up, the complete story, 1991.  (ISBN 0-87938-506-5)
- Korean War Aces, 1995.  (ISBN 1-85532-501-2)
- B-24 Liberator Units of the Eighth Air Force, 1999.  (ISBN 1-85532-901-8)
- B-24 Liberator Units of the Pacific War, 1999.  (ISBN 1-85532-781-3)
- B-24 Liberator Units of the Fifteenth Air Force, 2000.  (ISBN 1-84176-081-1)
- (avec Lindsay Peacock) B-52 Stratofortress : Boeing's Cold War warrior, 2000.  (ISBN 1-84176-097-8)
- Air Force One, 2002.  (ISBN 0-7603-1055-6)
- B-29 Superfortress Units of World War II, 2002.  (ISBN 1-84176-285-7)
- B-29 Superfortress Units of the Korean War, 2003.  (ISBN 1-84176-654-2)
- Chopper: A History of America Military Helicopter Operations from WWII to the War on Terror, 2005.  (ISBN 0-425-20273-9)
- U.S. Marines: The People and Equipment Behind America's First Military Response, 2006.  (ISBN 1-59223-618-9)
- Marine Air: The History of the Flying Leathernecks in Words and Photos, 2007.  (ISBN 0-425-21364-1)
- Air Combat: An Oral History of Fighter Pilots, 2007.  (ISBN 0-425-21170-3)
- (avec Tom Jones) Hell Hawks! The Untold Story of the American Fliers Who Savaged Hitler's Wehrmacht, Zenith Press, 2008.  (ISBN 0-7603-2918-4).
- Mission to Berlin, 2011.  (ISBN 978-0-7603-3898-8)
- Mission to Tokyo: The American Airmen Who Took the War to the Heart of Japan, 2012.  (ISBN 978-0-7603-4122-3) ([critique])
- Weasels Ripped My Flesh!, 2012.  (ISBN 978-0-9884621-0-6)
- Fighting Hitler's Jets, 2013.  (ISBN 0-76034-398-5)
- 365 Aircraft You Must Fly, 2015.  (ISBN 978-0760347638) ([critique])
- A Handful of Hell: Classic War and Adventure Stories, 2016.  (ISBN 978-194-3-44407-6)

Il a aussi publié des romans : 
- Hitler's Time Machine, 2015.  (ISBN 0-9863-2000-5)
- Crime Scene: Fairfax County, 2016.  (ISBN 978-098-6-32002-6)